# Список нагород і номінацій фільму «Місячне сяйво»
«Місячне сяйво» (англ. Moonlight) — американський драматичний фільм, знятий Баррі Дженкінсом за п'єсою «У місячному світлі чорні хлопці здаються сумними» Терелла Мак-Крені. Світова прем'єра стрічки відбулась 2 вересня 2016 року на Теллурайдському кінофестивалі. Фільм у трьох частинах розповідає про дорослішання темношкірого парубка Чірона.

## Нагороди й номінації
| Список нагород і номінацій                 | Список нагород і номінацій | Список нагород і номінацій               | Список нагород і номінацій                                                                             | Список нагород і номінацій | Список нагород і номінацій |
| Кінопремія                                 | Дата церемонії             | Категорія                                | Номінант(и)                                                                                            | Результат                  | Дж                         |
| ------------------------------------------ | -------------------------- | ---------------------------------------- | --- | -------------------------- | -------------------------- |
| Американське товариство кінооператорів     | 4 лютого 2017              | Найкращий кінооператор прокатного фільму | Джеймс Лекстон                                                                                         | В очікуванні               | [ 2 ]                      |
| Американський інститут кіномистецтва       | 6 січня 2017               | 10 найкращих фільмів року                | «Місячне сяйво»                                                                                        | Перемога                   | [ 3 ] [ 4 ]                |
| Кінопремія Голлівуду                       | 6 листопада 2016           | Найкращий акторський прорив              | Наомі Гарріс                                                                                           | Перемога                   | [ 5 ]                      |
| Кінопремія «Готем»                         | 28 листопада 2016          | Найкращий фільм                          | «Місячне сяйво»                                                                                        | Перемога                   | [ 6 ] [ 7 ]                |
| Кінопремія «Готем»                         | 28 листопада 2016          | Найкращий сценарій                       | Баррі Дженкінс, Тарелл Елвін Мак-Крені                                                                 | Перемога                   | [ 6 ] [ 7 ]                |
| Кінопремія «Готем»                         | 28 листопада 2016          | Приз глядацьких симпатій                 | «Місячне сяйво»                                                                                        | Перемога                   | [ 6 ] [ 7 ]                |
| Кінопремія «Готем»                         | 28 листопада 2016          | Спеціальний приз журі акторському складу | «Місячне сяйво»                                                                                        | Перемога                   | [ 6 ] [ 7 ]                |
| Лондонський кінофестиваль                  | 16 жовтня 2016             | Найкращий фільм                          | «Місячне сяйво»                                                                                        | Номінація                  |                            |
| Міжнародний кінофестиваль у Торонто        | 18 вересня 2016            | Найкращий фільм («Платформа»)            | «Місячне сяйво»                                                                                        | Номінація                  | [ 8 ]                      |
| Палм-Спрінгзький міжнародний кінофестиваль | 2 січня 2017               | Нагорода «Акторський прорив»             | Магершала Алі                                                                                          | Перемога                   | [ 9 ]                      |
| Премія AACTA                               | 6 січня 2017               | Найкращий актор другого плану            | Магершала Алі                                                                                          | Номінація                  | [ 10 ] [ 11 ]              |
| Премія AACTA                               | 6 січня 2017               | Найкраща акторка другого плану           | Наомі Гарріс                                                                                           | Номінація                  | [ 10 ] [ 11 ]              |
| Премія БАФТА                               | 12 лютого 2017             | Найкращий фільм                          | «Місячне сяйво»                                                                                        | В очікуванні               | [ 12 ]                     |
| Премія БАФТА                               | 12 лютого 2017             | Найкращий актор другого плану            | Магершала Алі                                                                                          | В очікуванні               | [ 12 ]                     |
| Премія БАФТА                               | 12 лютого 2017             | Найкраща акторка другого плану           | Наомі Гарріс                                                                                           | В очікуванні               | [ 12 ]                     |
| Премія БАФТА                               | 12 лютого 2017             | Найкращий оригінальний сценарій          | Баррі Дженкінс                                                                                         | В очікуванні               | [ 12 ]                     |
| Премія британського незалежного кіно       | 4 грудня 2016              | Найкращий іноземний незалежний фільм     | «Місячне сяйво»                                                                                        | Перемога                   | [ 13 ]                     |
| Премія Гільдії кіноакторів США             | 29 січня 2017              | Найкращий актор другого плану            | Магершала Алі                                                                                          | В очікуванні               | [ 14 ]                     |
| Премія Гільдії кіноакторів США             | 29 січня 2017              | Найкраща акторка другого плану           | Наомі Гарріс                                                                                           | В очікуванні               | [ 14 ]                     |
| Премія Гільдії кіноакторів США             | 29 січня 2017              | Найкращий акторський склад               | Магершала Алі, Наомі Гарріс, Андре Голленд, Жанель Моне, Джаррел Джером, Треванте Роудс, Ештон Сандерс | В очікуванні               | [ 14 ]                     |
| Премія Гільдії продюсерів США              | 28 січня 2017              | Найкращий продюсер фільму                | Аделе Романськи, Деде Гарднер, Джеремі Клейнер                                                         | В очікуванні               | [ 15 ]                     |
| Премія Гільдії режисерів США               | 4 лютого 2017              | Найкращий режисер                        | Баррі Дженкінс                                                                                         | В очікуванні               | [ 16 ]                     |
| Премія Гільдії сценаристів США             | 19 лютого 2017             | Найкращий оригінальний сценарій          | Баррі Дженкінс, Тарелл Елвін Мак-Крені                                                                 | В очікуванні               | [ 17 ]                     |
| Премія «Золотий глобус»                    | 8 січня 2017               | Найкращий фільм — драма                  | «Місячне сяйво»                                                                                        | Перемога                   | [ 18 ] [ 19 ]              |
| Премія «Золотий глобус»                    | 8 січня 2017               | Найкращий режисер                        | Баррі Дженкінс                                                                                         | Номінація                  | [ 18 ] [ 19 ]              |
| Премія «Золотий глобус»                    | 8 січня 2017               | Найкращий актор другого плану            | Магершала Алі                                                                                          | Номінація                  | [ 18 ] [ 19 ]              |
| Премія «Золотий глобус»                    | 8 січня 2017               | Найкраща акторка другого плану           | Наомі Гарріс                                                                                           | Номінація                  | [ 18 ] [ 19 ]              |
| Премія «Золотий глобус»                    | 8 січня 2017               | Найкращий сценарій                       | Баррі Дженкінс                                                                                         | Номінація                  | [ 18 ] [ 19 ]              |
| Премія «Золотий глобус»                    | 8 січня 2017               | Найкраща музика                          | Ніколас Брітелл                                                                                        | Номінація                  | [ 18 ] [ 19 ]              |
| Премія «Незалежний дух»                    | 25 лютого 2017             | Найкращий фільм                          | «Місячне сяйво»                                                                                        | В очікуванні               | [ 20 ]                     |
| Премія «Незалежний дух»                    | 25 лютого 2017             | Найкращий режисер                        | Баррі Дженкінс                                                                                         | В очікуванні               | [ 20 ]                     |
| Премія «Незалежний дух»                    | 25 лютого 2017             | Найкращий сценарій                       | Баррі Дженкінс, Тарелл Елвін Мак-Крені                                                                 | В очікуванні               | [ 20 ]                     |
| Премія «Незалежний дух»                    | 25 лютого 2017             | Найкращий оператор                       | Джеймс Лекстон                                                                                         | В очікуванні               | [ 20 ]                     |
| Премія «Незалежний дух»                    | 25 лютого 2017             | Найкращий монтажер                       | Джої Мак-Міллон, Нат Сандерс                                                                           | В очікуванні               | [ 20 ]                     |
| Премія «Незалежний дух»                    | 25 лютого 2017             | Нагорода імені Роберта Альтмана          | «Місячне сяйво»                                                                                        | Перемога                   | [ 20 ]                     |